# Madeleine Martenot
Pour les articles homonymes, voir Martenot.
Madeleine Martenot (née le 18 décembre 1887 à Paris et morte le 21 novembre 1982 à Neuilly-sur-Seine, à l’âge de 94 ans) est une pianiste et pédagogue française.

## Biographie
Elle prend très tôt des cours de piano et se retrouve très jeune à prendre en main l’éducation musicale et générale de son jeune frère  Maurice (le futur inventeur des Ondes Martenot) et de sa petite sœur Ginette.
En 1912, elle ouvre un cours privé de piano et commence ses recherches pédagogiques avec son frère et sa sœur.
En 1936, par l'adjonction de la branche Arts Plastiques par Ginette, le Cours Martenot devient l’École d’Art Martenot.
En 1938, le Jury de l'Exposition universelle de 1937 décerne la Médaille d’Or à l’École d’Art Martenot pour ses "Minutes Heureuses" au Pavillon LA FEMME L’ENFANT LA FAMILLE.
En 1970 Madeleine prend une retraite partielle en confiant à son frère Maurice Martenot la codirection de l’École.